# Anelosimus jucundus
Anelosimus jucundus är en spindelart som först beskrevs av O. Pickard-Cambridge 1896.  Anelosimus jucundus ingår i släktet Anelosimus och familjen klotspindlar. Inga underarter finns listade i Catalogue of Life.